# Иштван Фаркаш
Иштван Фаркаш (мађ. Farkas István) је био мађарски фудбалер. У својој каријери је играо за будимпештански МТК и Ференцварош.

## Каријера

### Клуб
Своју прву прволигашку утакмицу у каријери је одиграо у дресу МТК против Ујпешта 27. септембра 1908. године када су као гости одиграли нерешено 1 : 1. Своју последњу утакмицу је одиграо у дресу Ференцвароша 28. априла 1918. године против ФК Тереквеш када је Ференцварош победио са 1 : 0.

## Достигнућа
- Мађарско првенство
  - друго место: 1909/10, 1910/11, 1917/18
- Куп Мађарске у фудбалу
  - шампион: 1909/10, 1910/11